# Arewa-Dandi
Arewa-Dandi es una localidad del estado de Kebbi, en Nigeria, con una población estimada en marzo de 2016 de 258 700 habitantes.
Se encuentra ubicada al noroeste del país, cerca de la confluencia del río Sokoto con el río Níger, y de la frontera con Níger y Benín.